# Nooshi Dadgostar
Mehrnoosh "Nooshi" Dadgostar (født 20. juni 1985 i Ängelholm, Skåne) er en svensk politiker som har været formand for Venstrepartiet siden 2020. Dadgostar har været medlem af den svenske riksdag siden 2014.

## Politiske karriere
Dadgostar begyndte sin karriere i ungdomspolitik, og var i en periode næstformand for Ung Vänster, Venstrepartiers ungdomsparti.
Hun var også medlem af kommunalbestyrelsen i Botkyrka kommune i en periode.
Hun blev valgt til medlem af den svenske riksdag ved riksdagsvalget i 2014 i Stockholms kommunes valgkreds.
Dadgostar blev udnævnt til Venstrepartiets stedfortrædende partileder i 2018, og var nummer to på partiets liste i Stockholm til valget i 2018, kun bagved partileder Jonas Sjöstedt.
Den 3. februar 2020 meddelte Dadgostar, at hun ville være kandidat for partileder af Venstrepartiet efter Jonas Sjöstedts fratræden. I slutningen af september 2020 blev hun officielt nomineret som partiets nye politiske leder og den 31. oktober blev Dadgostar valgt til partileder af Venstrepartiet.

## Baggrund
Nooshi blev født i 1985 i Skåne. Hendes forældre kom til Sverige fra Iran som flygtninge for at undslippe undertrykkelse som fulgte af den iranske revolution i 1979.